# آدم دابن
آدم دابن (بالإنجليزية: Adam Dubin)‏ هو مخرج أمريكي، ولد في 10 يناير 1964.

## وصلات خارجية
- آدم دابن على موقع IMDb (الإنجليزية)
- آدم دابن على موقع أول موفي (الإنجليزية)
- آدم دابن على موقع قاعدة بيانات الفيلم (الإنجليزية)
- آدم دابن على موقع كينوبويسك (الروسية)